# ملکه صحرا
ملکهٔ صحرا یا شهبانوی بیابان(انگلیسی: Queen of the Desert) یک فیلم درام به کارگردانی ورنر هرتسوک است که در سال ۲۰۱۵ منتشر شد. این فیلم با بازی نیکول کیدمن در نقش گرترود بل، نویسنده و مأمور مخفی بریتانیا در اوایل قرن در کشورهای عربی، قصه‌های زیادی را حول و حوش ایران روایت می‌کند و در واقع چهل و پنج دقیقه ابتدایی فیلم در تهران می‌گذرد.